# Хашимов, Сабирджан Хашимович
Сабирджан Хашимович Хашимов (тадж. Собирҷон Ҳошимович Ҳошимов; 10 февраля 1942, Пулодон, Ленинабадская область — 1 марта 2017) — таджикский филолог, кандидат филологических наук (1973), доцент (1982), член Правительственной комиссии по внедрению Закона о языке при Аппарате президента Республики Таджикистан (2000), «Отличник народного образования Таджикской ССР» (1992).

## Биография
Родился в селении Пулодон Канибадамского района в семье дехканина.
- 1960—1965 — студент Таджикского государственного университета им. В. И. Ленина
- 1965—1966 — служба в рядах ВС СССР
- 1967—1973 — работа на кафедре таджикского языка ТГУ
- 1973 — защита в ТГУ им. В. И. Ленина кандидатской диссертации под руководством члена-корреспондента Академии наук Таджикской ССР, профессора М.Н. Касымовой[тадж.][1]
- 1979—1982 — госслужба в Афганистане

После прохождения в 1985—1989 гг. курсов повышения квалификации при кафедре персидского языка факультета журналистики Московского государственного университета имени М. В. Ломоносова работал стажером-исследователем в Институте стран Азии и Африки. С момента основания Российско-Таджикского (славянского) университета (1996) начал преподавательскую работу на кафедре таджикского языка данного вуза.
Научные интересы С. Б. Хашимова фокусируются на лексикологии, истории, морфологии и синтаксисе таджикского литературного языка. С. Б. Хошимов является членом диссертационного совета ТНУ, автором более 50 публикаций, в том числе ряда учебников, а также составителем учебно-методических материалов, многие из которых признаны весомым вкладом в методологию преподавания таджикского языка. Статьи С. Б. Хашимова опубликованы в известных изданиях страны и за ее пределами, в том числе в «Таджикской советской энциклопедии». Им отредактированы и подготовлены к публикации два выпуска сборника научно-методических статей под названием «Вопросы таджикской филологии», предназначенных для преподавателей РТСУ и других ученых республики.

## Участие в конференциях
Наряду с участием в традиционных научных конференциях Таджикского национального университета и Российско-Таджикского (Славянского) университета Сабирджан Хашимов выступает с докладами и сообщениями на республиканских и международных конференциях:
- «Юбилей Камола Худжанди» (АН РТ, 1997)
- «Генезис становления и перспективы развития славянской культуры и русского языка» (РТСУ, 1998)
- «Актуальные вопросы преподавания государственного языка» (РТСУ, 2002)
- «Наследие Ахмада Дониша и актуальные проблемы взаимодействия Востока и Запада» (РТСУ, 2002)
- «90-летие ученого-языковеда, профессора Д. Т. Тоджиева» (ТГНУ, 2005)
- Международная конференция в честь 15-летия независимости Республики Таджикистан
- Международная конференция в честь 16-летия воссоединения двух Германий (ТГПУ, 2005)
- «Актуальные проблемы преподавания государственного языка и других неродных языков» (РТСУ, 2006)
- «Устод Рудаки и развитие таджикского литературного языка» (ТГНУ, 2008)[1]

## Награды
В 1992 г. Сабирджан Хашимов был удостоен почётного звания «Отличник народного образования Таджикской ССР», присваиваемого Министерством образования Республики Таджикистан.

## Основные публикации
- Современный таджикский язык. Лексика. — Душанбе, 1981 (в соавторстве)
- Лексикология современного таджикского языка. — Душанбе, 1999 (в соавторстве)
- Таджикско-русский и русско-таджикский учебно-отраслевой словарь (2003, 2011)
- Практические занятия по современному таджикскому языку. — Душанбе: РТСУ, 2009. — 126 с.
- Музаффарова Ш. М., Хашимов С. Х. Практический курс таджикского языка (для студентов филологических факультетов). Душанбе: Изд-во РТСУ, 2012.
  - 2-е изд. — Душанбе: РТСУ, 2013. — 218 с.
- Искандарова Ф. Д., Хашимов С. Х. Учебник таджикского языка для вузов стран СНГ / Отв. ред.: Б.Камолиддинов, В. Я. Зозулина. — Душанбе: Маориф ва фарҳанг, 2014. — 352 с. — 300 экз. — ISBN 978-99947-34-27-6.
- Краткий таджикско-русский и русско-таджикский словарь.